# Bitwy siedmiodniowe
Bitwy siedmiodniowe – seria sześciu głównych potyczek stoczonych między 25 czerwca a 1 lipca 1862, w pobliżu Richmond, w stanie Wirginia podczas wojny secesyjnej. Ich wynikiem było wyparcie armii Potomaku gen. dyw. George’a McClellana z półwyspu Wirginia przez generała Roberta E. Lee. Bitwy owe są często błędnie nazywane Kampanią Siedmiodniową, jednakże w rzeczywistości były kulminacją kampanii półwyspowej.

## Przed bitwą
W marcu 1862 wojska Północy pod dowództwem generała George’a McClellana rozpoczęły kampanię na półwyspie Wirginii. Celem przedsięwzięcia było zdobycie stolicy Konfederacji, Richmond i tym samym zakończenie wojny. Armia Potomaku zatrzymała się w Forcie Monroe. Stamtąd powoli przekraczając półwysep i staczając po drodze kilka potyczek z wojskami generała Josepha Johnstona, wojska Unii kontynuowały marsz w kierunku stolicy.
W odległości około 6 mil od miasta doszło do bitwy pod Seven Pines (Fair Oaks). Bitwa zakończyła się wynikiem nierozstrzygniętym, była jednak przełomowa w nadchodzącej kampanii. W jej trakcie bowiem ciężko ranny został słynący z ostrożności Johnston, który został zastąpiony przez prowadzącego bardziej agresywne działania generała Roberta E. Lee. Lee przez prawie miesiąc rozbudowywał linie obronne stolicy i dokonywał reorganizacji armii południa. W tym czasie McClellan oczekiwał nadejścia dział, przygotowując się do ataku na miasto.

## Bitwy

### Bitwa pod Oak Grove
Do pierwszej większej bitwy tej kampanii doszło 25 czerwca pod Oak Grove. Wojska Unii zamierzając zdobyć Williamsburg Road, gdzie miały być podciągnięte działa, zaatakowały jako pierwsze. Atak prowadzony przez bagnisty teren, zakończył się niepowodzeniem i wieczorem obie strony przerwały walki. Bitwa pod Oak Grove była pierwszym starciem bitwy siedmiodniowej i zarazem ostatnim ofensywnym działaniem wojsk Północy w trakcie kampanii półwyspowej. Rankiem następnego dnia rozpoczął się atak wojsk konfederackich.

### Bitwa pod Beaver Dam Creek(Mechanicsville)
Dnia 26 czerwca 1862 doszło do bitwy pod Beaver Dam Creek (Mechanicsville). Starcie rozpoczęło się nieudanym atakiem wojsk generała Magrudera na południową flankę wojsk federalnych. W tym czasie dywizje pod wodzą generała Longstreeta, A.P. Hilla oraz D.H. Hilla przypuściły atak na 3 dywizje Unii na północnej flance. Około godz. 15 A.P. Hill wydał rozkaz ataku swojej Lekkiej Dywizji. 16 000 żołnierzy Hilla uderzyło na równie silne liczebnie wojska Północy, zajmujące stanowiska nad Beaver Dam Creek. Atak zakończył się klęską konfederatów. Straty południowców wyniosły 1 500 zabitych, rannych i zaginionych. Po stronie Unii było tylko 360 zabitych i rannych. Z pomocą Hillowi nie zdążyły nadejść dywizje Jacksona, które w tym czasie oddalone były o jakieś 3 mile od miejsca bitwy. Mimo zwycięstwa McClellan nie przeszedł do ofensywy. Nakazał generałowi Porterowi wycofanie się w kierunku silnej pozycji obronnej jaką było wzgórze Gaines Mill. Bojąc się przecięcia przez konfederatów swoich dróg zaopatrzenia McClellan nakazał przesunięcie bazy zaopatrzeniowej w okolice rzeki James.

### Bitwa pod Gaines’ Mill
Według planu Lee, wojska Longstreeta miały 27 czerwca przypuścić atak na lewa flankę przeciwnika. W tym samym czasie prawe skrzydło Unii atakować miał Jackson na czele 4 dywizji. Atak na centrum był celem dywizji A.P. Hilla. Atak wojsk Jacksona okazał się jednak zbyt powolny, wobec czego dywizja Hilla została osamotniona. Na krótko odciążyły go jedynie pojedyncze ataki wojsk Longstreeta. Pod wieczór, gdy dywizje Lee ścierały się z wrogiem, udało się w końcu przełamać obronę Unii teksańskiej brygadzie pod wodzą Johna Bella Hooda. Linia obrony wojsk federalnych załamała się, jednak uciekający żołnierze szybko zostali wsparci i wycofali się nie niepokojeni. Dzięki uporządkowanemu odwrotowi, Porterowi udało się przerzucić swoje wojska i działa na drugą stronę rzeki Chickahominy. Straty w trakcie sześciogodzinnych walk wyniosły 6800 ludzi po stronie Unii oraz 8700 po stronie konfederatów.
Pierwsze dwie bitwy to starcia zaledwie części sił. Błędem McClellana było niezaangażowanie całości wojsk, z czego musiał się on później tłumaczyć w Waszyngtonie. Planem Lee był tymczasem atak na flankę McClellana.

### Bitwa pod Garnett's oraz Golding's Farm
Dnia 28 czerwca doszło do niewielkich walk pomiędzy wojskami obu stron w okolicach Garnett’s oraz Golding’s Farms, które tylko przekonały McClellana o sile wojsk Lee.

### Bitwa pod Savage’s Station
29 czerwca wojska konfederackie pod wodzą generałów Jacksona i Magrudera uderzyły na unionistów w kierunku południowym od rzeki Chickahominy, w rejonie Savage Station. Prawa flanka Unii zaatakowana została przez żołnierzy Jacksona, na lewą zaś uderzył Magruder. Jacksonowi po ciężkim boju nie udało się przekroczyć mostu na rzece, co pozbawiło Magrudera wsparcia. Kontynuował on jednak atak swoimi dywizjami, odparty ostatecznie przez federalnych. W nocy wojska Unii wycofały się w kierunku White Oaks, gdzie pozostawiono w szpitalu polowym około 2500 rannych i chorych żołnierzy.

### Bitwy pod GlendaleiBitwa pod White Oak Swamp
Dnia 30 czerwca doszło do bitew pod Glendale i White Oak Swamp. Lee nakazał 7 dywizjom natarcie na wroga, dywizje Jacksona utknęły jednak na moście przez White Oak i nie weszły do walki. Po południu dywizje A.P. Hilla i Longstreeta uderzyły na 5 dywizji federalnych. Walki trwały do później nocy. Konfederaci pojmali około 1 000 jeńców, stracili jednak 3 600 zabitych, rannych i jeńców. Wojska północy straciły tego dnia 2 700 ludzi. Tymczasem pod Turkey Bridge wojska Unii zostały zaatakowane przez siły Holmesa, które wycofały się jednak ostrzelane z dział okrętów Północy na rzece James. McClellan wycofał się tymczasem i zajął silną pozycję pod Malvern Hill, około 3 mil od Glendale.
Konfederaci zaprzepaścili szansę zwycięstwa, co było spowodowane spóźnieniem się wojsk Jacksona, Lee jednak nadal zamierzał odciąć drogę odwrotu przeciwnikowi.

### Bitwa pod Malvern Hill
Następnego dnia unioniści zajęli stanowiska na Malvern Hill, skąd z wysokości 30 metrów mieli dobrą widoczność na okolicę. Flanki chronione były przez głębokie kaniony, wobec czego atak południowców możliwy był tylko frontalnie. Znajdowały się tu 4 dywizje Armii Potomaku, w sile około 80 000 ludzi, dysponujące setką dział. W rezerwie znajdowało się dodatkowo 150 dział. Lee nakazał kilka szturmów na stanowiska obronne, te jednak były nieskoordynowane i zakończyły się stratą 5 300 ludzi po stronie południowców. Mimo tego sukcesu, McClellan ponownie zadecydował o wycofaniu się przez rzekę James pod ochronę dział floty Północy.

## Zakończenie
Konfederaci ponosząc olbrzymie straty obronili Richmond. Lee pomimo słabej koordynacji działań zmusił McClellana do zakończenia kampanii półwyspowej. Po walkach morale wojsk Unii znacznie osłabło, południowcy przeciwnie odzyskali wiarę w zwycięstwo. Armia Potomaku pozostała do sierpnia nad James. Straty obu stron w walkach łącznie wyniosły po stronie konfederatów 20 914 ludzi (z łącznej liczby 90 000), po stronie Unii zaś 15 849 (z łącznej liczby 105 445).